# Слийпи Холоу
Вижте пояснителната страница за други значения на Слийпи Холоу.
Слийпи Холоу (на английски: Sleepy Hollow) е село в североизточната част на Съединените американски щати, част от окръг Уестчестър на щата Ню Йорк. Населението му е около 9 900 души (2010).
Разположено е на 27 метра надморска височина в най-северния край на Пидмънт, на левия бряг на река Хъдсън и на 40 километра северно от централната част на град Ню Йорк. Селището възниква в края на XVII век, когато е част от голямото имение на нидерландеца Фредерик Филипс, в края на XIX век става самостоятелна административна единица с името Северен Таритаун, а сегашното си име, използвано дълго преди това, приема официално през 1996 година.
Слийпи Холоу е известно като място на действието на разказа „Легенда за Сънната долина“ („The Legend of Sleepy Hollow“, 1820) на живелия наблизо Уошингтън Ървинг.